# Acerodon jubatus
El murciélago diadema de Filipinas o zorro volador filipino (Acerodon jubatus) es una especie de murciélago megaquiróptero de la familia Pteropodidae. Es el murciélago de mayor tamaño conocido en el mundo. Esta especie se encuentra amenazada y está catalogada actualmente como en peligro de extinción, debido a su caza intensiva para obtener su carne y al furtivismo. Son endémicos de Filipinas, donde viven en zonas arboladas de las selvas de Maitum, provincia de Sarangani.

## Descripción
Los megaquirópteros reciben generalmente el nombre de murciélagos de la fruta o también «zorros voladores» a causa de su semejanza facial con los zorros. El zorro volador filipino es un buen ejemplo de este parecido. Carecen de cola, tienen un largo hocico puntiagudo comparado con el de los microquirópteros y pequeñas orejas que les dan el aspecto de un zorro con alas. Tiene unos grandes ojos y, como los demás megaquirópteros, carecen de ecolocalización.
Están considerados como los mayores murciélagos del mundo, con una envergadura media de 1,5 m y un peso de hasta 1,2 kg (aunque Pteropus vampyrus tiene una envergadura algo mayor, tiene menos peso). Los machos son mayores y más pesados que las hembras.

## Hábitat
El zorro volador filipino está confinado a las selvas tropicales de Filipinas. Se les puede encontrar en muchas zonas diferentes de estas selvas, desde el nivel del mar hasta los bosques montañosos. Prefieren las áreas deshabitadas, como demuestra un estudio de 2005 que no encontró ningún ejemplar en áreas habitadas. El mismo estudio también reveló que estos murciélagos usan más el río como eje fluvial de lo que inicialmente se creía, porque las higueras localizadas cerca de ríos son su principal fuente de alimento; a su vez se comprobó que les gusta estar cerca de campos agrícolas, pero solo en áreas forestales tranquilas. En otro estudio se muestra que es una especie forestal obligada, y que permanece en la selva la mayor parte del tiempo, por lo que para su conservación es necesario preservar las áreas boscosas. La intervención humana en el hábitat forestal y de tierras bajas de este murciélago es el factor principal de su inclusión en la lista de especies en peligro.

## Ecología y comportamiento
A. jubatus es fundamentalmente nocturno, y puede viajar más de 40 kilómetros en una sola noche buscando comida. Es un importante polinizador y dispersor de semillas para muchos árboles frutales de las Filipinas.
Una característica curiosa de esta especie es que se cree que una de las razones por las que vive cerca del agua es porque la usa para asearse; cuando vuelan sobre el agua pueden descender y recogerla con sus alas, y posteriormente utilizarla para cepillarse y limpiarse. Por su parte este aseo también puede ayudarles a permanecer limpios y menos perceptibles para sus depredadores.
Su principal alimento son cuatro especies de higos, aunque también come otras frutas si estos no están disponibles. Se ha reportado que comen la fruta cultivada, pero esto es realmente raro o muy poco común. Son muy importantes para las selvas tropicales de las Filipinas, conocido como «el sembrador silencioso», a menudo dejan caer semillas durante el vuelo o los liberan en sus descensos. Esto ayuda al bosque a regenerarse y sin este murciélago la selva tropical en la que habita se vería seriamente afectada sin este gran distribuidor para semillas, causando un importante impacto en su desarrollo y conservación.
Se sabe poco sobre su reproducción. Parecen tener dos temporadas criadoras, pero las hembras solo quedan preñadas durante uno de ellas. Generalmente dan a luz a una sola cría. Las hembras alcanzan la madurez sexual a los dos años. No se dispone de información sobre su longevidad.
Cuando los murciélagos frugívoros eran mucho más comunes en las Filipinas, A. jubatus formaba grandes colonias con otros grandes zorros voladores, como el gran Pteropus vampyrus, y se han reportado colonias de más de 150 000 individuos. Este comportamiento, que los hizo tan fáciles a cazar, los ayudaba a mantenerse calientes y más a salvo de potenciales depredadores.

## Conservación
El zorro volador filipino se encuentra en peligro por la deforestación y ha desaparecido completamente de muchas islas pequeñas y algunas islas más grandes, como la Cebú por esta causa. También los cazan comercialmente por su carne en algunas áreas. La administración municipal de Maitum (Sarangani) en las Filipinas ha organizado una campaña para salvar esta rara especie de la extinción.
En las Filipinas y en todo el mundo se sabe poco sobre esta especie lo que la hace más difícil de administrar, pero a la vista de la fuerte disminución de su número muchas organizaciones ecologistas y agencias gubernamentales intentan frenar su decadencia e intentan su recuperación en las regiones silvestres de Filipinas. La región filipina de Súbic y su bahía es sede de varias investigaciones sobre la especie, y cuenta con un área de protección de más de 5000 ha gestionada por particulares que desean conservar la especie.
Algunas agencias conservacionistas promueven la recuperación de esta especie, como Bat Conservation International, Wildlife Conservation Society, Fondo Mundial para la Naturaleza y otras. Estas agencias promueven la conservación de varias formas, como la financiación de investigaciones y proyectos educativos en la zona y por todo el mundo.
La Unión Internacional para la Conservación de la Naturaleza (UICN) puso en marcha un programa de cría en cautividad.